# Jonathan Ahdout
Jonathan Ahdout, född den 18 mars 1989 i Santa Monica, Kalifornien, är en amerikansk skådespelare. Hans föräldrar är från Iran.
Jonathan Ahdout spelade Shohreh Aghdashloos son i Ett hus av sand och dimma 2003 och i den fjärde säsongen av TV-serien 24 2005.
Han har gästspelat i ett avsnitt av The Unit.